# Zvonimir Novaković
Zvonimir Novaković (1884. - 1925.), hrvatski fotograf

## Životopis
Rodio se 1884. godine. Fotografijom se bavio amaterski. Rad je povijesno dokumentarno vrijedan jer svjedoči o životu građanskih obitelji na početku 20. stoljeća u Zadru i Benkovcu. Zanimljiv je njegov ciklus koji prikazuje prizore iz Prvog svjetskog rata na sočanskoj bojišnici i na planinama u Tirolu. Negativi koje je napravio može se datirati u radoblje od početka 20. stoljeća do 1933. godine. Dio digitaliziranih negativa je na mrežnim stranicama Europeane u sklopu projekta Partage Plus, odnosno digitalizacije secesijske kulturne baštine Hrvatske. Većina zbirke od 677 staklenih negativa i pozitiva u Narodnom muzeju Zadar koja čini Zbirku Novaković Zvonimirovo je djelo, te u nešto manjoj mjeri njegova brata Mihovila.